# Mattias Blomberg
Mattias Blomberg, född 1 april 1976 i Borås, är en svensk snowboardåkare, boardercross. Han deltog vid OS i Turin 2006 där han slutade på en 28:e plats.

## Fotnoter
1. ↑  läs online, sok.se .[källa från Wikidata]